# Joanna Cox
Pour les articles homonymes, voir Cox.
Joanna Cox est une navigatrice britannique. Elle est la première femme nommée capitaine de port par l'autorité maritime des îles Malouines.

## Biographie

### Enfance et formations
Joanna Cox est née à Solihull. Elle grandit en faisant de la voile avec son père et rejoint les cadets de la mer à l'adolescence.

### Carrière
Elle travaille pour le British Antarctic Survey, à la fois sur le RRS James Clark Ross et le RRS Ernest Shackleton, des navires brise-glace britannique de recherche et de ravitaillement appartenant à la British Antarctic Survey, en commençant comme cadet et en montant en grade jusqu'au poste d'officier en chef. En 2011, elle obtient un certificat de maître marinier.
De 2012 à 2014, elle est officier du gouvernement pour la Géorgie du Sud. En 2014, elle est nommée capitaine du RRS Discovery, poste qu'elle  occupe pendant quatre ans. Sa nomination  fait d'elle la première femme à être capitaine d'un navire du Natural Environment Research Council. De 2019 à 2021, elle  travaille pour Cross Solent Ferries,.
En juin 2021, Cox est nommée capitaine de port pour l'autorité maritime des îles Malouines, et est la première femme à occuper ce poste. En décembre 2021, elle  établit le premier contact radio dans les eaux des Malouines avec le RRS David Attenborough.